# Claes Månsson
 (juillet 2014).
Si vous disposez d'ouvrages ou d'articles de référence ou si vous connaissez des sites web de qualité traitant du thème abordé ici, merci de compléter l'article en donnant les références utiles à sa vérifiabilité et en les liant à la section « Notes et références ».
Pour les articles homonymes, voir Månsson.
Claes Månsson, né le 5 février 1950 est un chanteur[réf. nécessaire], acteur, directeur artistique[réf. nécessaire] et musicien[réf. nécessaire] suédois.

## Filmographie
- 1991 - Froggy et Charlie au pays des pommes de pin (voix)
- 1992 - Lotta på Bråkmakargatan (voix)